# Regine Komoss
Regine Komoss (* 1967) ist eine deutsche politische Beamtin. Von Anfang bis Ende März 2022 war sie kurzzeitig Staatsrätin bei der Senatorin für Kinder und Bildung der Freien Hansestadt Bremen.

## Leben
Komoss studierte Politologie und Volkswirtschaftslehre. Vor ihrer Amtszeit als Staatsrätin war sie sieben Jahre lang Geschäftsführerin des Zentrums für Lehrerbildung der Universität Bremen und mehrere Jahre lang Leiterin des Bremerhavener Schulamtes. Anfang März 2022 wurde sie als Nachfolgerin von Jan Stöß zur Staatsrätin bei der Senatorin für Kinder und Bildung ernannt. Dieses Amt verließ sie jedoch Ende März 2022 im Einvernehmen mit Senatorin Sascha Karolin Aulepp (SPD) wieder, da „die Zusammenarbeit und die thematischen Schwerpunkte nicht den gegenseitigen Erwartungen entsprachen“. Ihr folgte Torsten Klieme (SPD) nach.